# Burg Wunsiedel
Die Burg Wunsiedel ist eine abgegangene Stadtburg in Wunsiedel im oberfränkischen Landkreis Wunsiedel im Fichtelgebirge in Bayern.
Die Burg Wunsiedel wurde im 11. oder Anfang des 12. Jahrhunderts als Sicherung einer Furt und einer Wegkreuzung entlang einer Altstraße erbaut. 1163 wurde „Adelbertus de Wunsiedil“ urkundlich erwähnt. Seit Beginn des 14. Jahrhunderts war die (wohl reichsunmittelbare) Familie von Vogtsberg (auch: Voigtsberg) mit der Burg begütert. 1321 verkauften Eberhard, Heinrich und Ludwig von Vogtsperch die Burg Wunsiedel an die Burggrafen von Nürnberg.
Unter dem Nürnberger Burggrafen Friedrich IV. gelangte die Burg in das Einflussgebiet der fränkischen Hohenzollern und die Burg wurde Sitz von Amtmännern. Wunsiedel war von Kriegshandlungen besonders während der Hussitenkriege und im Bayerischen Krieg betroffen. Später wurden die Ämter Wunsiedel und Hohenberg zusammengelegt und gemeinsamer Sitz war Burg Hohenberg. Für Hauptmann Alexander von Lüchau wurde die Burg 1504 renoviert und sie erhielt 1515 eine Wasserleitung mit Röhrenkastenbrunnen und drei Fischkästen. 1607 wurde die Burg Opfer eines Stadtbrandes und spätestens der Dreißigjährige Krieg verhinderte den Wiederaufbau. 1731 wurde der Platz der Burg zur anderweitigen Bebauung freigegeben.
An die Burg erinnern Straßennamen wie Burggraben oder Burggasse. Das Wohnhaus der Burggasse 3 ist ein Baudenkmal, weil in ihm ein Rest des ehemaligen Bergfrieds verbaut wurde.

## Web
- http://www.bayern-fichtelgebirge.de/burgenland/wunburg.htm